# Трево
Трево (фр. Treyvaux) — громада  в Швейцарії в кантоні Фрібур, округ Сарін.

## Географія
Громада розташована на відстані близько 34 км на південний захід від Берна, 9 км на південь від Фрібура.
Трево має площу 11,4 км², з яких на 6,2% дозволяється будівництво (житлове та будівництво доріг), 63,6% використовуються в сільськогосподарських цілях, 29,6% зайнято лісами, 0,5% не є продуктивними (річки, льодовики або гори).

## Демографія
2019 року в громаді мешкало 1483 особи (+3,1% порівняно з 2010 роком), іноземців було 12,4%. Густота населення становила 130 осіб/км².
За віковим діапазоном населення розподілялося таким чином: 23,8% — особи молодші 20 років, 60,1% — особи у віці 20—64 років, 16% — особи у віці 65 років та старші. Було 585 помешкань (у середньому 2,5 особи в помешканні).
Із загальної кількості 377 працюючих 78 було зайнятих в первинному секторі, 189 — в обробній промисловості, 110 — в галузі послуг.